# Bistum Alto Molócuè
Das Bistum Alto Molócuè (lateinisch Dioecesis Molócuè Superioris, portugiesisch Diocese de Alto Molócuè) in Mosambik ist ein römisch-katholisches Bistum mit Sitz in Alto Molócuè.

## Geschichte
Papst Franziskus errichtete das Bistum am 23. Januar 2025 aus Gebietsabtretungen der Bistümer Gurué und Quelimane und unterstellte es dem Erzbistum Nampula als Suffragandiözese. Kathedrale des neuen Bistums wurde die bisherige Pfarrkirche Nossa Senhora Rainha do Mundo. Zum ersten Bischof ernannte der Papst mit gleichem Datum Estêvão Ângelo Fernando.

## Territorium
Das Bistum umfasst die Distrikte Mocubela, Pebane, Gilé, Mulevala und Alto Molócuè.